# Jérôme Rota
 (février 2025).
Motif : Source secondaire (locale) unique insérée plus d'une décennie après la création de l'article... d'autre sources secondaires disponible pour démontrer l'admissibilité ?
- Archive Wikiwix
- Bing
- Cairn
- DuckDuckGo
- E. Universalis
- Gallica
- Google
- G. Books
- G. News
- G. Scholar
- Persée
- Qwant
- (zh) Baidu
- (ru) Yandex
- (wd) trouver des œuvres sur Wikidata

| 1. | Préciser le motif de la pose du bandeau. | Précisez le motif de la pose du bandeau en utilisant la syntaxe suivante : {{admissibilité à vérifier\|date=mars 2025\|motif=remplacez ce texte par le motif}}                   |
| 2. | Informer les utilisateurs concernés.     | Pensez à avertir le créateur de l'article, par exemple, en insérant le code ci-dessous sur sa page de discussion : {{subst:avertissement admissibilité à vérifier\|Jérôme Rota}} |

Pour les articles homonymes, voir Rota.
Jérôme Rota (né en 1973 à Saint-Jean-de-Védas, Hérault) est un inventeur français, également connu sous le pseudonyme Gej.

## Biographie
D’abord infographiste et directeur technique dans une agence de publicité, il invente le format de compression vidéo DivX à partir de MPEG4V3, une version bêta MPEG-4 de Microsoft, qui avait pour avantage sur sa version finale de supporter le format AVI.
À la suite du fulgurant succès sur les réseaux peer-to-peer de son format, il reprend la programmation du codec DivX sous sa forme actuelle, et la commercialise.
D’abord appelée ProjectMayo, puis DivxNetworks.com, sa société basée à San Diego aux États-Unis d’Amérique employait, en mai 2005, quatre-vingts personnes, et environ trois cents personnes en février 2007. La majeure partie des revenus proviennent des royalties touchées pour l’intégration du décodeur DivX dans les platines DVD du commerce.
La société DivX Inc. est rachetée en juin 2010 par Sonic Solutions pour 323 millions de dollars, société achetée par Rovi Corporation (anciennement Macrovision) en décembre 2010.
Il a fait ses études à l'université Paul Valéry Montpellier 3, en cinéma-audiovisuel (France).